# 漢唐
漢唐，是对中国古代的汉朝和唐朝的合称。这两个朝代往往被人们认为是古代中国最强大的两个帝国时期，文治武功及國際聲望都較強盛，故常将两者合在一起，尽管两朝代之间间隔了好几个世纪，包括369年的魏晋南北朝和37年的隋朝。汉朝和唐朝期间均出现过多次盛世或治世，故这些盛世常被统称为漢唐盛世。除汉唐外，涉及汉朝与唐朝的其它历史朝代并称还有秦汉和隋唐等。